# Svangaskarð
Lo Svangaskarð, noto anche come Tofta Leikvøllur, è un impianto polifunzionale, utilizzato principalmente per gli incontri di calcio di Toftir, nelle isole Fær Øer.  Lo stadio, ha una capienza di circa 6000 spettatori, che ne fanno lo stadio più grande dell'arcipelago, ed ospita le partite di casa della squadra locale del B68 Toftir. Dal 1991 e fino alla costruzione del Gundadalur ha ospitato gli incontri della Nazionale di calcio delle Fær Øer. Ancora oggi è saltuariamente utilizzato per incontri internazionali.